# مایکل شیله
مایکل شیله (انگلیسی: Michael Schiele؛ زادهٔ ۳ مارس ۱۹۷۸) بازیکن فوتبال اهل آلمان است.
از باشگاه‌هایی که در آن بازی کرده‌است می‌توان به باشگاه فوتبال اس‌وی زاندهاوزن و باشگاه فوتبال وی‌اف‌آر آلن اشاره کرد.